# 高昌县 (唐朝)
高昌县，中国古县名。
唐朝贞观十四年（640年）置，治所在今新疆维吾尔自治区吐鲁番市高昌区东南高昌故城，属西州。天宝元年（742年），改前庭县。 